# Kepler-49e
Kepler-49e es un planeta extrasolar que forma parte un sistema solar formado por al menos cuatro planetas. Orbita la estrella denominada Kepler-49. Fue descubierto en el año 2014 por la sonda Kepler por medio de tránsito astronómico.